# Bustriguado
Bustriguado es un barrio de la aldea española de Roiz, capital del municipio de Valdáliga, perteneciente a la comunidad autónoma de Cantabria.

## Geografía
El barrio se sitúa en una zona de numerosos cursos de agua, siendo el principal el río de su nombre, que lo cruza. Se ha preservado la maquinaria de un antiguo molino aunque el edificio se ha transformado en vivienda.
Al sur del barrio se conserva un importante robledal y hayedo, en la falda del monte Gándara, que es una zona de interés en la comarca natural de La Marina.

## Historia
En 1827, Bustriguado es enumerado en la voz sobre Roiz del Diccionario geográfico-estadístico de España y Portugal, de Sebastián Miñano, como uno de los ocho barrios que lo forman.
Hacia mediados del siglo XIX, el lugar, ya por entonces perteneciente a Valdáliga, tenía contabilizada una población de 150 habitantes. Aparece descrito en el cuarto volumen del Diccionario geográfico-estadístico-histórico de España y sus posesiones de Ultramar de Pascual Madoz con las siguientes palabras:

BUSTRIGUADO: l. en la prov. y dióc. de Santander (9 leg.), part. jud. de San Vicente de la Barquera (2), aud. terr. y c. g. de Burgos (26), ayunt. de Valdaliga: sit. en una hondonada; combatido por los vientos del N. y S. con especialidad, siendo sus enfermedades mas comunes, fiebres catarrales. Tiene 33 casas; escuela de primeras letras, á que asisten 10 niños, cuyo maestro percibe 40 ducados, que pagan los vec. por escote; igl. aneja de la de San Salvador de Roiz, dedicada á Sto. Tomas, y una fuente de buenas aguas que aprovechan los vec. para su consumo doméstico. Confina el térm. N. San Salvador; E. Sierra Cuebanos; S. monte del Escudo, y O. Sierra Cianga: en él se encuentran lo cas. de Raigada, Cuebanos, Robregado, Salviejo y el Tronco. El terreno es de mediana calidad, fertilizándole algun tanto las aguas del r. que toma el nombre de la pobl., que pasa lamiendo sus paredes con direccion á San Vicente de la Barquera: le cruzan los puentes llamados el Cerezo, las Cabras y el de la Iglesia. Por las partes S., E. y O. se elevan los montes del Escudo, Torneros y Socastillo, cubiertos de robles, hayas, castaños y otros árboles frutales de no muy buena prod., por combatirles poco el sol. Los caminos locales y en regular estado: recibe la correspondencia de Cabezon de la Sal. prod.: maiz, legumbres, algunas frutas y hortaliza, y buenas yerbas de pasto; cria ganado vacuno, lanar y cabrio; caza de liebres y animales dañinos, y pesca de truchas y anguilas. La ind. y comercio se reducen á 2 molinos harineros de una piedra cada uno, fabricacion de almadreñas, importacion de granos y otros art. que faltan, y estraccion de ganado vacuno aunque en corto número. pobl.: 38 vec., 150 alm. contr. con el ayunt.
(Madoz, 1846, p. 682)

En 2022, tenía empadronados 32 habitantes.

## Religión
En el barrio se encuentra la pequeña iglesia de Santo Tomás, bajo la advocación de Tomás el Apóstol, de la parroquia de San Salvador de Roiz, en el arciprestazgo de La Virgen de la Barquera de la diócesis de Santander. Según recoge Sebastián Miñano en su Diccionario geográfico-estadístico de España y Portugal (1827), en la voz sobre Roiz, este anejo a San Salvador fue creado por la Real Cámara debido a la distancia entre el barrio y la parroquia y sería servido por un beneficiado de nueva creación en San Salvador y residente en el barrio. Madoz, años después y también en la voz sobre Roiz, recoge el beneficiado para el anejo, junto a un cura de ascenso y otro de entrada en El Salvador.